# معراج بن نواب مرزا
معراج بن نواب مرزا (ولد في مكة عام 1951م/ 1371هـ -) مؤرخ وعالم جغرافي ومترجم سعودي، يعد من أبرز مؤرخي مكة المكرمة، من مؤلفاته كتاب «الأطلس المصور لمكة المكرمة والمشاعر المقدسة الرقمي من القرن السادس حتى النصف الأول من القرن الحادي عشر الهجري»، وكتاب «الجغرافيا الطبيعية في المملكة العربية السعودية من وجهة النظر الشعبية التقليدية».

## التعليم
- حاصل على دكتوراه الفلسفة من قسم الجغرافيا في كلية الآداب من جامعة الخرطوم في السودان عام 1995م.
- حاصل على الماجستير في العلوم من قسم الجغرافيا والجيولوجيا في كلية الآداب والعلوم من جامعة ميتشيجان الشرقية في أمريكا عام 1979م.
- حاصل على بكالوريوس في الجغرافيا والتربية من قسم الجغرافيا من جامعة الملك عبد العزيز عام 1393هـ. [4]

## العمل
- يعمل أستاذاً زائراً في مركز التحليلات الجغرافية بجامعة هارفارد الأمريكية.
- أستاذ مشارك بقسم الجغرافيا في جامعة أم القرى في مكة المكرمة من 1428هـ.
- رئيس قسم الجغرافيا لمدة عامين ابتداء من 1421هـ.
- رئيس قسم الجغرافيا لمدة عامين ابتداء من 1418هـ.
- أستاذ مساعد بقسم الجغرافيا بكلية العلوم الاجتماعية في جامعة أم القرى بمكة المكرمة من عام 1417هـ.
- محاضر غي قسم الجغرافيا في جامعة أم القرى من 1405هـ إلى 1416هـ.
- معيد بقسم الجغرافيا في جامعة الملك عبد العزيز في مكة، ثم في جامعة أم القرى من 1395هـ إلى 1405هـ.
- عمل مدرساً في وزارة المعارف عامي 1393هـ - 1394هـ/ 1394هـ - 1395هـ.[5]

## الإصدارات
| الكتاب                                                                                                | التاريخ | ملاحظات                |
| --- | ------- | ---------------------- |
| مكة المكرمة في شذرات الذهب للغزاوي (بالاشتراك)                                                        | 1985    |                        |
| مكة المكرمة: العاصمة المقدسة (بالاشتراك)                                                              | 1985    |                        |
| أطلس خرائط مكة الكرمة                                                                                 | 2006    | [ 6 ]                  |
| الأطلس المصور لمكة المكرمة والمشاعر المقدسة الرقمي (بالاشتراك مع عبد الله صالح شاوش)                  | 2007    | [ 7 ] [ 8 ]            |
| الحج إلى مكة المكرمة من شبه القارة الهندية 1500ــ 1800م (ترجمة بالاشتراك مع بدر الدين يوسف محمد أحمد) | 2010    | تأليف: مايكل ن.بيرسون. |
| مكة المكرمة من السماء (بالاشتراك)                                                                     | 2015    | [ 10 ] [ 11 ]          |
| الجغرافيا الطبيعية في المملكة العربية السعودية من وجهة النظر الشعبية التقليدية                        |         | [ 12 ]                 |

## التكريم
- كرمته دارة الملك عبد العزيز في فبراير 2022.[13][14][15]
- كرمته أمانة العاصمة المقدسة عام 2019 بإطلاق اسمه على أحد الشوارع في مكة المكرمة.[16][17]
- كرمته اثنينية عبد المقصود خوجة عام 2015.[18]

## روابط خارجية
د. معراج بن نوّاب مرزا - دارة الملك عبدالعزيز
حفل تكريم د معراج بن نواب مرزا